# Carenador

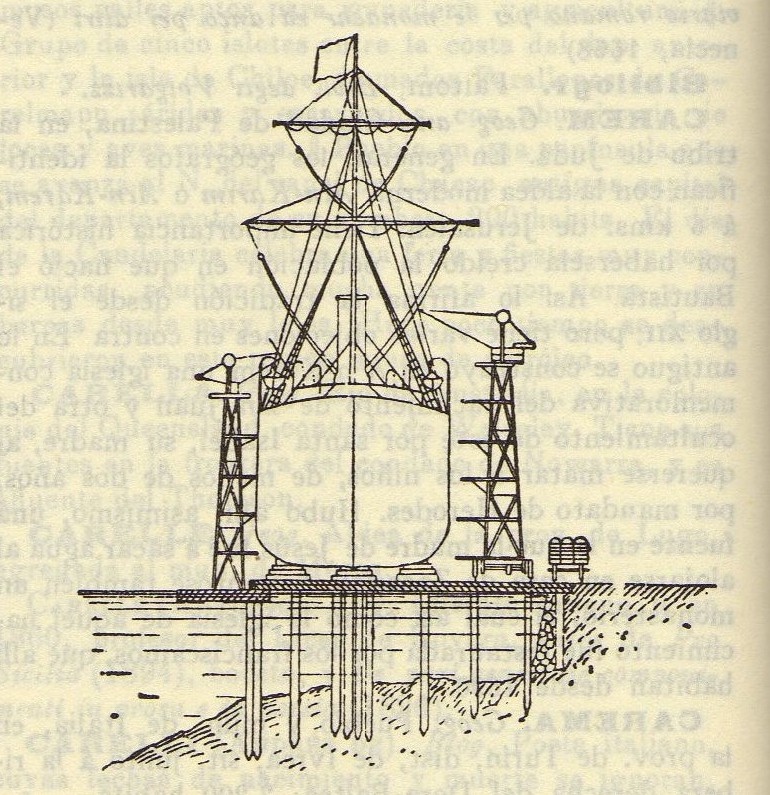
Carenador de pilotatge.

En enginyeria naval, un carenador  és un paratge, en un lloc resguardat del vent i de la mar, ben situat dins d'un port o un lloc resguardat de la costa, destinat per reparar-hi o carenar-hi les embarcacions.
Es construeixen carenadors especials anomenats carenadors de pilotatge, de vegades annexos als vaixells compostos per una sèrie d'espigons de pilotatge o de fàbrica, perpendiculars a la ribera, equidistants entre si, que tenen d'amplada l'amplada de les pontons del dic, i sobre la solera s'hi recolza el vaixell. Un cop carenat, el vaixell es retira en suspensió sobre l'aigua i queda així en condicions de posar-hi una nova embarcació.